# モノノケミステリヰ
『モノノケミステリヰ』（もののけミステリー、英語: Mononoke Mystery）は、てにをはの2作目のアルバム。2014年10月22日にNBCユニバーサルから発売された。

## 概要
てにをはがニコニコ動画及びYouTubeに投稿したVOCALOID（ボカロ）を使用した楽曲のうち、妖怪少年探偵團シリーズを中心に制作されたアルバム。昭和初期の東京を舞台に少年少女が妖怪に立ち向かい、謎解きに奮闘する様子が描かれた物語性のある作品である。てにをはは本作を「怪奇浪漫活劇」で「ロックでコミカルな音楽アルバム」と述べている。
本作では、初音ミク、鏡音リン・レン、GUMIが歌唱を担当している。ボカロ曲のほか声優が演じる寸劇が収録されており、妖怪少年探偵團の世界観をより感じられるようになっている。ジャケット（初回限定盤はスリーブ仕様）のイラストはロウが手掛けている。
動画投稿サイトへの楽曲の投稿、同楽曲をもとに執筆されたいわゆる「ボカロ小説」の発売、そして同小説をコミカライズした漫画の連載が並行して行われた。
また、アルバム発売の告知が妖怪少年探偵團を紹介する動画の投稿によって行われたほか、発売日当日には劇場版予告風のプロモーション・ビデオが投稿された。

## 収録曲
| 全作詞・作曲・編曲: てにをは。 |                                                   |          |            |       |
| #                              | タイトル                                          | 作詞     | 作曲・編曲 | 時間  |
| 1.                             | 「妖怪少年探偵團のテーマ」                        | てにをは | てにをは   | 01:53 |
| 2.                             | 「アヤカシ・トランセンダー」                      | てにをは | てにをは   | 04:38 |
| 3.                             | 「モノノケミステリヰ」                            | てにをは | てにをは   | 03:46 |
| 4.                             | 「けものへん」                                    | てにをは | てにをは   | 03:45 |
| 5.                             | 「冥探偵現る」                                    | てにをは | てにをは   | 03:58 |
| 6.                             | 「ムジナ寝台特急ミステリヰ」                      | てにをは | てにをは   | 04:10 |
| 7.                             | 「探偵、怪力乱神を語る。 ～寸劇・其の壱～」       | てにをは | てにをは   | 01:56 |
| 8.                             | 「オキツネサマの云うとおり」                      | てにをは | てにをは   | 03:50 |
| 9.                             | 「イヌガミ邸神懸りミステリヰ」                    | てにをは | てにをは   | 05:11 |
| 10.                            | 「イヌガミ返し歌」                                | てにをは | てにをは   | 05:15 |
| 11.                            | 「マヨイガミステリヰ」                            | てにをは | てにをは   | 03:36 |
| 12.                            | 「かぎろひ」                                      | てにをは | てにをは   | 05:25 |
| 13.                            | 「お家にかえるまでが探偵です。 ～寸劇・其の弐～」 | てにをは | てにをは   | 05:31 |
| 14.                            | 「キュウビ御霊会ミステリヰ ～起承～」             | てにをは | てにをは   | 04:46 |
| 15.                            | 「キュウビ御霊会ミステリヰ ～転結～」             | てにをは | てにをは   | 05:03 |
| 16.                            | 「高等幽民」                                      | てにをは | てにをは   | 03:56 |
| 17.                            | 「のけものどもが夢のあと」                        | てにをは | てにをは   | 05:51 |
| 18.                            | 「神保町酔歩」                                    | てにをは | てにをは   | 02:00 |
| 合計時間:                      | 合計時間:                                         | 74:30    |            |       |

## 収録内容
妖怪少年探偵團のテーマ
月岡探偵社を営む主人公・月岡春足、情報担当・南方うつひ、荒事担当・鉄輪弥人からなる妖怪少年探偵團のテーマ曲。
アヤカシ・トランセンダー
妖怪を専門に扱う探偵社と、それをとりまく妖のようすを紹介する楽曲である。
モノノケミステリヰ
歌唱：初音ミク、合いの手：鏡音リン・レン。少年探偵・月岡春足が依頼を受ける様子が表現されている。
けものへん
路雪を紹介する楽曲である。
冥探偵現る
少年探偵・月岡春足の物語への登場を演出する楽曲である。
ムジナ寝台特急ミステリヰ
依頼を受けた探偵團が化物列車の謎に迫る様子が描かれている。
探偵、怪力乱神を語る。 ～寸劇・其の壱～
梶裕貴が演じる月岡春足、木村良平が演じる鉄輪弥人、戸松遥が演じる南方うつひ、小林ゆうが演じる路雪による寸劇が、藤原啓治によるナレーションとともに展開されている。
オキツネサマの云うとおり
憑き物筋の家の生まれで、使い魔を操る南方うつひに関する楽曲である。
イヌガミ邸神懸りミステリヰ
歌唱：初音ミク。イヌガミ邸に纏わる謎について歌われた楽曲である。
イヌガミ返し歌
「イヌガミ邸神懸りミステリヰ」へのアンサーソングである。
マヨイガミステリヰ
歌唱：初音ミク。「マヨマヨ」の繰り返しが特徴的なポップな楽曲である。
かぎろひ
妖刀「かぎろひ」を使う寡黙な荒事担当・鉄輪弥人について歌われている。
お家にかえるまでが探偵です。 ～寸劇・其の弐～
寸劇・その2。
キュウビ御霊会ミステリヰ ～起承～
歌唱：初音ミク。九尾の狐に関する謎に迫る一団の様子が描かれている。間奏に声優による掛け合いとナレーションが入っている。
キュウビ御霊会ミステリヰ ～転結～
歌唱：初音ミク。前奏、間奏と後奏に声優による掛け合いとナレーションが入っている。
高等幽民
主要登場人物の３人が仲良くしている様子が歌われている。
のけものどもが夢のあと
事件を解決した少年たちが次なる謎解きに想いを馳せる様子が表現されている。
神保町酔歩
インストゥルメンタル。
ドラマCD
初回限定盤には妖怪少年探偵團のドラマ「月岡春足の受難－影踏み鬼－」（脚本・音楽：てにをは）を収録したCDが特典として付いている。妖怪少年探偵團が謎の黒子（路雪）と対決する様子が、アルバムで出演した声優により描かれている。

## 映像作品
初回限定盤に特典として付いているDVDには、妖怪少年探偵團シリーズのミュージック・ビデオ5本と本アルバムの告知動画1本が収録されている。イラストはロウ、動画は七星による。
1. モノノケミステリヰ - YouTube
2. ムジナ寝台特急ミステリヰ - YouTube
3. マヨイガミステリヰ - YouTube
4. キュウビ御霊会ミステリヰ ～起承～ - YouTube
5. キュウビ御霊会ミステリヰ ～転結～ - YouTube
6. モノノケミステリヰ (告知動画) - YouTube

## 関連作品

### 小説
てにをは（著）・ロウ（イラスト）、KADOKAWA〈MF文庫J〉、全2巻
- 『モノノケミステリヰ』、2014年9月25日発売、ISBN 978-4-0406-6994-6
- 『モノノケミステリヰ2』、2015年2月25日発売、ISBN 978-4-0406-7407-0

### 漫画
双葉はづき（著）・てにをは（原作）・ロウ（キャラクター原案／デザイン）、KADOKAWA〈MFコミックス ジーンシリーズ〉、既刊1巻
- 『モノノケミステリヰ1』、2014年11月27日発売、ISBN 978-4-0406-7211-3